# Agromyza bohemani
Agromyza bohemani este o specie de muște din genul Agromyza, familia Agromyzidae, descrisă de Spencer în anul 1976.
Este endemică în Sweden. Conform Catalogue of Life specia Agromyza bohemani nu are subspecii cunoscute.